# البيوت أسرار (مسلسل مغربي)
البيوت أسرار هو مسلسل مغربي من إخراج علاء أكعبون سنة 2021، وبطولة كل من محمد خيي، سعيدة باعدي، عادل أبا تراب، سعيد باي، سلوى زرهان، راوية، ثريا العلوي، عبد اللطيف شوقي، مريا للواز، وغيرهم. إنطلاق عرض المسلسل بتاريخ 1 فبراير 2021 على القناة الأولى المغربية.

## قصة المسلسل
دراما اجتماعية مغربية عن مجموعة من الحكايات والأسرار لمجموعة من العائلات المغربية والخيط الرابط بينها هو سعيد رجل الأعمال الذي يمارس شتى أنواع الاستغلال والمكر تجاه عائلات فقدت ثروتها وممتلكاتها بسبب جشعه ووجدوا أنفسهم مستسلمين لطغيانه.

## طاقم التمثيل
محمد خيي 
 سعيدة باعدي 
 عادل أبا تراب 
 سعيد باي 
 سلوى زرهان 
 راوية 
 ثريا العلوي 
 عبد اللطيف شوقي 
 مريا للواز 
 هاجر مصدوقي 
 نبيل عاطف 
 فاتي جمالي 
 أنيسة العناية 
 يسرى بوحموش 
 بسمة مازوزي 
 منال أمين

## وصلات خارجية
- البيوت أسرار على موقع IMDb (الإنجليزية)
- البيوت أسرار على موقع قاعدة بيانات الأفلام العربية
- البيوت أسرار على موقع كينوبويسك (الروسية)